# 플래시패스

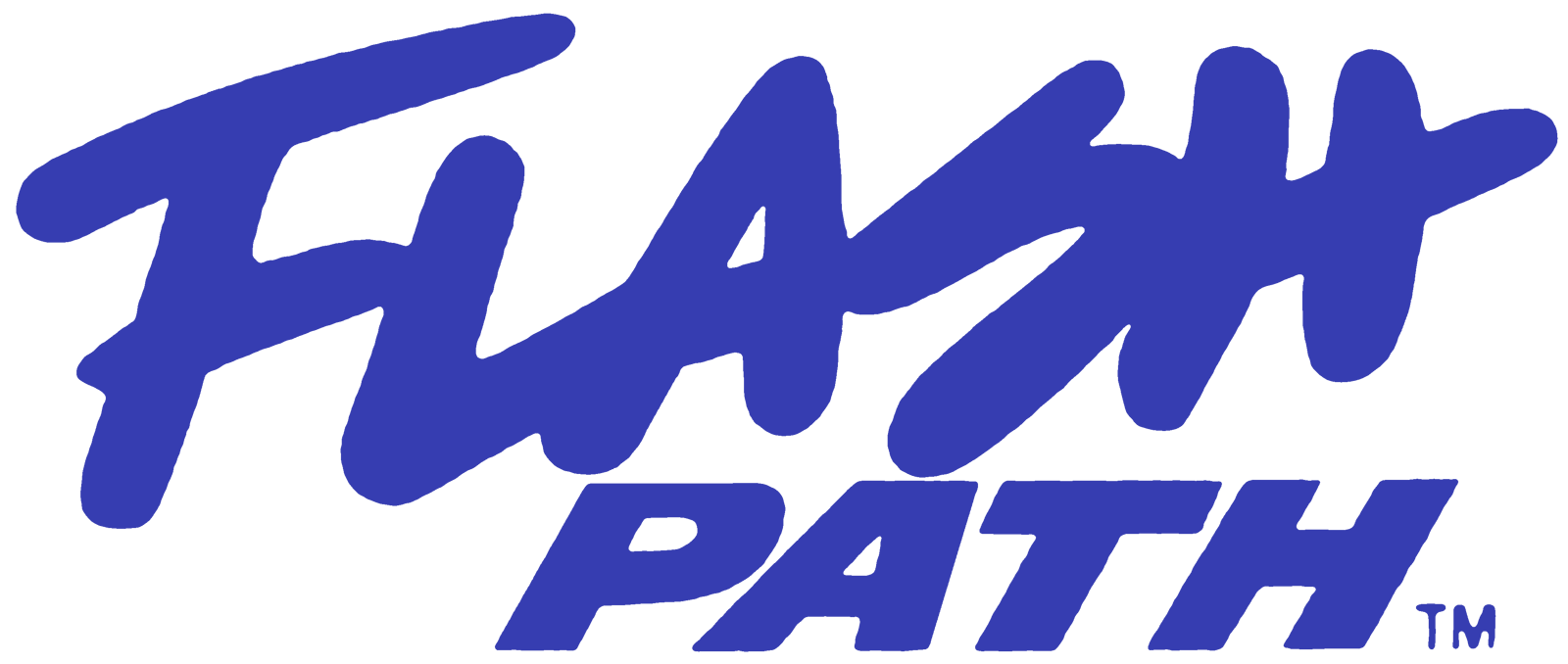

플래시패스는 메모리 카드를 플로피 드라이브에서 사용할 수 있게 하는 장치이며, 소니에서 나온 카메라인 마비카에서 메모리스틱을 사용할 수 있게 하는 플로피 어댑터와 올림푸스에서 내놓은 스마트미디어를 플로피 디스켓으로 변환하는 어댑터가 그 예이다. 그리고 전용 기기나 일부 플로피 드라이브에서만 사용할 수 있고 일반적인 플로피 드라이브에서는 사용할 수 없다. 예를 들면 USB 플로피 드라이브를 사용할 수 없다. 그리고 플로피 드라이브에서는 디스켓에 전원을 공급하는 부분이 없어 따로 전지를 넣어야 하는데 주로 CR2016 건전지 2개를 넣어서 사용한다. 플로피 디스켓에서 데이터를 읽고 쓰는 부분을 특수 헤드로 만들어 플로피 드라이브에서 내용을 읽고 쓰는 것이 가능하다.